# İcikli, Baklan
İcikli là một xã thuộc huyện Baklan, tỉnh Denizli, Thổ Nhĩ Kỳ. Dân số thời điểm năm 2010 là 271 người.